# Sturnia
Sturnia là một chi chim trong họ Sturnidae.

## Các loài
- Sturnia sinensis
- Sturnia malabarica
- Sturnia blythii
- Sturnia erythropygia
- Sturnia pagodarum

Một số loài trước đây:
- Sturnia albofrontata
- Sturnia sturnina
- Sturnia philippensis